# Дабат (вореда)
Дабат — вореда, входящая в состав зоны Северный Гондэр эфиопского региона Амхара. Дабат на юге граничит с Верегой, на западе — с Тач-Армачило, на северо-западе — с Тегедой, на северо-востоке — с Дебарком. Оба города вореды — Дабат и Векен — расположены вдоль шоссе Гондэр—Дебарк.
Здесь расположена высочайшая точка Эфиопии — гора Рас-Дашэн, которая входит в горный массив Сымен, покрывающий бо́льшую часть вореды.

## Население
В соответствии с переписью, проведённой Центральным статистическим агентством Эфиопии в 2007 году, население вореды Дабат составляло 145 509 человек, из них 73 852 мужчины и 71 657 женщин. 10,87 % жителей проживало в городах. Большинство жителей вореды (97,7 %) являются сторонниками Эфиопской православной церкви, 2,4 % назвали себя мусульманами.